# Osmazoma
La osmazoma es una sustancia que se halla naturalmente en la carne de vaca, y tal vez en la de los demás animales adultos que la tienen morena y sápida; también se halla en pequeña cantidad en la sustancia cerebral y en la sangre. 
Este producto puede desarrollarse también por el influjo de ciertos estados patológicos. Se forma artificialmente por la torrefacción, pues según parece las carnes fritas y asadas deben a este principio la sapidez que adquieren, con especialidad en la parte que ha tocado el fuego. Este principio no solo da el olor y sabor al caldo. En el de ternera, el de pollo, etc., establece entre estos líquidos unas diferencias muy manifestadas cuánto a sus cualidades sápidas.
Sacada del caldo por medio del alcohol y suficientemente concentrado y separado después el alcohol por la evaporación, la osmazoma tiene la forma de un extracto moreno rojizo, de olor aromático, de sabor fuerte y grato; atrae la humedad del aire, se descompone en él con prontitud, se disuelve fácilmente más o menos en el agua y en el alcohol por destilación, da los mismos productos que otras sustancias animales y un carbón voluminoso que tiene bastante subcarbonato de sosa.